# Institut des Sacrés-Cœurs de Waterloo
 (avril 2020).
L'Institut des Sacrés-Cœurs est une école à Waterloo en Belgique, fondée en 1865 par trois sœurs : Sœur Philomène, Mère Marie-Joséphine et Sœur Rosalie.

## Histoire

### Avant les Sœurs
En 1819, le champ de bataille fume encore des milliers de morts que les armées rivales durent abandonner. Les enfants d'Emmanuel Mouchet, derniers occupant de la cense de Waterloo, fort endommagée par les troupes de soldats, font ériger sur la place de Waterloo, tout à côté de la chapelle royale, un immeuble dont les dimensions sont importantes. À l'époque, la construction est décrite comme "une maison de propriétaire bâtie neuve et moderne", dont la surface cadastrale est plus importante que le château Pastur ou que l'auberge Bodenghien avec ses écuries.
Jean-Baptiste Mouchet, bourgmestre de Waterloo depuis 1817, y décède en 1833. À partir de cette année-là, ses sœurs vont gérer le patrimoine familial avec la plus grande vigilance. En 1859, Marie-Françoise, la dernière survivante de la famille Mouchet qui est restée sans descendance, cède la propriété à la fabrique d'église Cinq ans après le décès de la dernière fille Mouchet, le bien est mis en location pour 800 francs et un bail de 49 ans.

### Les débuts de l'Institut
À la demande de l'abbé Ulens, en 1863, arrivent à Waterloo trois religieuses d'Alsemberg : Sœur Philomène (Eloïse Desmet), Mère Marie-Joséphine (Catherine Van Hees) et Sœur Rosalie (Jeannette Van Caneghem) qui furent les 3 piliers de l'éducation et de l'enseignement à Waterloo.
En 1865, les Sœurs de Saint Cœurs de Marie rachètent le bâtiment Mouchet. Elles y installent leur couvent, un internat et une école primaire gratuite pour les filles. Une école communale pour les garçons existait déjà depuis 1841 (dans les bâtiments de l'ancienne académie de musique, chaussée de Bruxelles).
Dans le dernier quart du XIXe siècle, l'école s'agrandit et certains documents affirment que des subventions américaines furent allouées dès 1915, selon le souhait du Président Hoover, destinées à apporter un soutien à la Belgique, en guerre. Le pensionnat est alors des plus prisés. Les religieuses avaient inscrit sur la façade de l’école "Boarding for young ladies". Ce qui est certain, c'est qu'en 1921, le bâtiment le long de l'église qui avait été érigé en 1875, fut démoli et reconstruit en un rez-de-chaussée et un premier étage attribué à l'école primaire et à une section couture/ménage faiblement subventionnées par le Ministère de l'Industrie. En effet, grâce à la loi sur l'instruction obligatoire votée en 1914 mais qui, évidemment, ne produira ses effets qu'au terme de la grande guerre, les inscriptions affluent.
Le bâtiment nouvellement construit abrite dix classes.
Sœur Julie dont parle Yves Vander Cruysen « cette religieuse pas très grande de taille, dotée d'une imagination débordante, d'une main habile, d'une popularité rare... Qui ne se souvient parmi les anciens de son petit bocage de classe, de sa passion pour les fleurs, du petit belge que tous les jeudis elle distribuait, de son engouement pour la gestion de l'église et pour la fancy-fair dont la première édition portera son nom ? » 
En 1926, construction d'un nouveau dortoir au-dessus de l'ancien réfectoire.

### Pendant la guerre 40-45
Les communautés religieuses ont été encouragées, en sous-main, par l'épiscopat, à fournir aux Juifs un abri. Les enfants sont placés comme élèves dans les établissements catholiques. Les adultes se transforment en domestiques, jardiniers, cuisinières ou même pseudo-religieux. De nombreuses institutions du Brabant Wallon ont pratiqué le sauvetage des Juifs de façon presque permanente. À l'instar de l'Institut du Saint-Cœur de Marie à La Hulpe (il s'agit des Sœurs d'Alsemberg qui ont émigré à La Hulpe en 1863), les religieuses de l'Institut du Saint Cœur de Marie à Waterloo ont, elles aussi, abrité des enfants juifs pendant cette sombre période,.

### Après la guerre
En 1948, deux ans après la fusion des congrégations des Sœurs du Saint Cœur de Marie de Waterloo et celles du Sacré-Cœur de Jésus de Virginal, Sœur Anne Lemoine fait aménager la grange de la ferme pour y abriter une salle de gymnastique.
Un an plus tard, Sœur Jeanne, venue de Virginal, prend la tête des sections primaire et maternelle. Yves Vander Cruysen écrit dans son livre « Avec un dévouement inlassable, un amour des enfants inédit, elle conduira l'école pendant plus de 35 ans, portant les quelque 103 élèves et 5 enseignants de ses débuts à près de 600 enfants et 30 institutrices lors de sa mise à la retraite. » 
Elle était remarquablement aidée par sœur Marie Léonie, qui fut aussi, une grande figure : son dévouement sans limite contribua non seulement à la qualité de l'accueil des petits mais elle fut de tous les instants, la cheville ouvrière de la section maternelle,.
L'école professionnelle « coupe couture » relevait du degré primaire et comportait quatre classes pour environ 50 élèves. Certains cours supplémentaires (de culture générale) pouvait être suivis dans une école privée.
Devenue directrice, Sœur Marie Chantal Lemal entreprend des démarches pour la reconversion de l'école professionnelle en un enseignement secondaire technique. Les cours et les programmes sont renforcés. Le nombre d'élèves internes et externes augmenta. Grâce à Sœur Juliette Picard, de nouvelles classes pour la section technique et le cours ménager furent ouvertes près de la rue François Libert.

### L'essor du secondaire professionnel et technique
En 1958, l'école professionnelle « cours ménagers et couture » est agréée comme faisant partie de l'enseignement secondaire.
Les trois années qui suivirent, entérinèrent la création d'une section technique commerciale et d'une section professionnelle « travaux de bureau » en remplacement de l'école professionnelle "cours ménagers couture".
Quelques années plus tard, un cycle secondaire supérieur section commerce, puis section langues furent ouverts. Les bases de l'Institut d'Enseignement Technique des Sacrés-Cœurs sont définitivement posées.

### Année 60: Le Clos
En 1963, la population de Waterloo s'étoffe et le besoin de créer un second pôle maternel et primaire se fait sentir pour répondre à la demande de jeunes parents récemment installés dans la commune. Le bâtiment érigé en 1921 est prolongé et surélevé le long de l'église. Mais l'abbé Mercier, qui fut le premier Président du Pouvoir Organisateur de l'école dès 1958, se lance le défi dès 1961, dans l'implantation d'une école maternelle et primaire au nord de Waterloo : le Clos qui sera opérationnel dès 1963. D'abord, à l'avenue des Petits Champs puis quelques mois plus tard, dans une ancienne ferme, au 104, Chaussée de Bruxelles.
L'endroit respire encore la campagne, en dehors de la circulation du centre de Waterloo. Les petits élèves peuvent s'ébattre en toute sécurité et quelques vaches paissent encore non loin de la clôture.

### Année 1970
L'augmentation de la population scolaire va de pair avec la croissance de la population communale. En outre, l'enseignement rénové qui fut lancé par Sœur Marie-Chantal au début des années 1970 et confirmé pour la section secondaire, dès 1973, sous la direction de Sœur Renée Vanderhaegen, exige davantage de locaux pour des apprentissages spécifiques.
À la veille d'entamer le dernier quart du siècle, l'école fondamentale est encore dirigée par une religieuse, Sœur Jeanne, tandis que la section secondaire voit arriver une toute jeune religieuse, Sœur Renée Vanderhaegen, qui en prendra la direction pendant neuf années. Elle accomplira un travail remarquable d'organisation, de modernisation, d'ouverture sur l’extérieur. Neuf années fécondes et cependant la population scolaire ne décolle pas.
En 1979, les deux sections fondamentale et secondaire, ayant assuré chacune leur autonomie tant sur le plan pédagogique que sur le plan administratif, il fut décidé un P.O pour chacune d'elles. Le fondamental prend dénomination d'ASBL d'Institut d'Enseignement Chrétien des Sacrés-Cœurs.

### Année 80: premier directeur laïc
En 1982, Sœur Renée Vanderhaegen cède la fonction de direction secondaire à Roger Libert, premier directeur laïc. Rapidement, il constate que le défi à court terme est de taille : construire de nouveaux locaux et rénover des bâtiments inadaptés, augmenter la population scolaire et encourager la mixité, pour répondre aux canons du moment. Si les ordinateurs balbutient encore, l'ère de l'électronique est bien entamée. Le traitement de texte remplace la machine à écrire, la sténographie tombe aux oubliettes, le système comptable est totalement revu. 
Au nord de Waterloo, "le Clos" entreprend de grands travaux en 1982 et 1985.
Après le départ de Sœur Renée, dernière directrice religieuse et bien entendu après la mise à la retraite de Sœur Jeanne, les deux écoles ont à leur tête deux laïcs, Micheline Thomas pour le fondamental et Roger Libert pour le secondaire. Ainsi va l'histoire des Congrégations religieuses ; faute de vocations, elles glissent inexorablement dans des mains laïques mais jusqu'à présent, rien ne prouve que l'on fait un pas en arrière. Même si l'enseignement s’avère dorénavant plus coûteux, toujours en manque de subsides suffisants mais peut-être plus en phase avec la réalité économique et sociale.

### Année 90: l'Envol
En 1993, la section fondamentale du centre reprend l'école paroissiale St-Joseph qui avait été créée en 1916 par le curé Jules Mary qui se plaisait à répéter que "l'espoir de la paroisse, c'est l'école St-Joseph". Une nouvelle dénomination est adoptée : ASBL Institut d'Enseignement Chrétien des Sacrés Cœurs et St Joseph pour les deux sites du fondamental : le centre et le clos ; le centre avec St-Joseph prend le nom de « l'Envol » et se spécialise dans l'accueil des enfants de langue étrangère et met tout en œuvre pour leur faciliter l’apprentissage du français.
En 1996, l'Institut des Sacrés-Cœurs (fondamental et primaire) absorbe l'école paroissiale St-Joseph et bénéficie ainsi d'un plus grand nombre de locaux.
Dès 1999, chaque site a sa direction propre.
La congrégation des Sœurs des Sacrés-Cœurs, répondant à sa mission première, a, en un peu plus d'un siècle, implanté un pôle d'enseignement catholique au centre et au nord de Waterloo.
Des options en Techniques de Qualification sont ouvertes : Bureautique/Langues modernes ; Comptabilité et Gestion.

### Année 2000
Le passage au XXIe siècle se fit sous le directorat de Madame Anne Boulenger.
En 2001, la baisse de la natalité semble avoir une influence négative sur le taux de fréquentation des maternelles. L'école décide de créer une crèche au sein de l'établissement. La baisse ressentie ne fut que passagère.
Madame Boulenger restera aux commandes jusqu'en 2005.
En 2005, le secondaire est de nouveau à l'étroit et sollicite une partie des locaux de St-Joseph. Le fondamental les lui accorde mais à condition de les mettre en conformité en ce qui concerne le chauffage et la sécurité des personnes. Monsieur Labruyère, bénévolement, s'attaque avec courage et intelligence à ces travaux supplémentaires : installation d'une nouvelle chaudière et aménagement intérieur pour les sorties de secours et la protection contre les incendies. Des travaux sont également prévus au nord de Waterloo dans "le Clos" contre l'humidité, installation d'une nouvelle chaudière, revêtement de sols, isolation thermique, installation de portes coupe-feu, raccordement des citernes, remplacement des châssis...
Monsieur Delkelver, alors directeur des Filles de Marie à St-Gilles, fondateur d'une école de devoirs, joueur de golf et arbitre de hockey débarque à l'école. La rencontre avec les professeurs se fait lors de la soirée d'adieu à Anne Boulenger, qui eut lieu fin juin, à la Maison du Seigneur à Waterloo. À cette occasion, le corps professoral avait formé une chorale d'un soir pour saluer la carrière de son ex-directrice.

### Une nouvelle direction
Le nouveau directeur crée assez vite une nouvelle option : au 2e degré "Technique sociale et d'animation" débouchant au 3e degré sur une section de technique de qualification "Agent en éducation".
Par ailleurs, à la suite d'un référendum organisé au sein de l'école, le directeur décide de réinstaurer l'uniforme aux premières années du secondaire, histoire de donner à l'établissement une image de prestige, dans l'air du temps. Cette pratique vestimentaire a, bien entendu, évolué au fil des décennies et on est bien loin des uniformes d'origine, mais le bleu et le blanc restent de mise : pantalon bleu foncé, chemisier, T-shirt ou polo blanc ou bleu clair, sweat obligatoire ou survêtement de l'école, aucune broderie, ni dessin ne sont autorisés, autre que le logo de l'école.
L'échange de bâtiments
Peu à peu, le nombre d'élèves augmente et à nouveau la nécessité d'agrandir l'école se fait sentir. Cette fois impossible de construire de nouveaux bâtiments, il faut "recycler". Après de nombreuses tractations, en 2006, un échange de bâtiments va s'opérer entre les écoles primaire et secondaire. Les bâtiments occupés autrefois par l'école St-Joseph se remplissent petit à petit d'élèves du 1er degré du secondaire.
Qui dit décentralisation dit aussi nouvel organigramme. Monsieur Dekelver doit s'offrir les services d'une sous-direction. Elle est bicéphale, Madame Houdé s'occupant des élèves des 3 premières années du secondaire, Madame Léger assurant, quant à elle, la charge des élèves des 3 dernières années et de la 7e professionnelle.

### Après 2010
En 2015, l'école fête ses 150 ans. Avec la publication d'un livre "Au(x) Sacrès Coeur(s) de Waterloo" aux Éditions IdéeLumineuse.

## Les Directions

### Directions
Fondamental : 
- Sœur Jeanne 1949-1983
- Madame Micheline Thomas 1983-1992
- Monsieur Georges Lafontaine 1993-2000

Secondaire :
- Sœur Marie-Chantal Lemal 1952-1958 / 1962-1973
- Sœur Godelieve Vanderpooten 1958-1961
- Sœur Marie-Marthe De Timmerman 1961-1962
- Sœur Renée Vanderhaegen 1973-1982
- Monsieur Roger Liber 1982-1998
- Madame Anne Boulenger 1998-2005
- Monsieur Patrick Dekelver 2005-2019
- Madame A. Laurent 2019-2020
- Monsieur Stephan Jooris 2020-2022
- Monsieur Chikuru Bondekwe depuis 2022

L'Envol :
- Madame Annie Noël 1999-2013
- Madame Christine De Witte depuis 2013

Le Clos :
- Monsieur Jean-Claude Thomas 2000-2005
- Madame Marianne Delaunoy 2005-2011
- Madame Myriam Ceulenaere depuis 2013

### Sous-Directions
Directrice-adjointe :
- Annie Léger 2008-2020
- Marie-Hélène Houdé depuis 2008-2020

- Sandrine Dehan depuis 2020
- Valérie Debuck depuis 2022

Conseiller Principal d’Éducation :
- Monsieur Philippe Leemans 2020-2022

## Travaux
Dès l'arrivée de Roger Liber, en septembre 1982, il apparut rapidement que d'importants travaux devaient être envisagés. Les bâtiments ne correspondaient plus aux normes de sécurité et d’adaptabilité à l'enseignement. Les deux sections  fondamentale et secondaire devaient absolument subir un lifting important. Les religieuses avaient quitté le couvent qui était devenu  inutilisable dans l'optique scolaire. Cela signifiait que tout le bâtiment à front de chaussée ainsi que l'aile perpendiculaire du réfectoire devaient être démolis, étant bien entendu qu'on garderait l'ossature extérieure de l'ancien couvent quasi inchangée depuis quelque 175 ans, lorsque la  famille Mouchet le fit ériger. Du côté fondamental, il fut envisagé de surélever le bâtiment qui longe la rue de l'Église afin d'y aménager une grande salle de gymnastique et quelques locaux supplémentaires. Financièrement, les desiderata étaient onéreux. Mais, les deux Pouvoirs Organisateurs étaient unanimes à considérer ces travaux indispensables. On fit appel au fonds de construction des bâtiments scolaires via le SIEC (Service d'Investissement de l'Enseignement Catholique) pour 40 000 000 de francs pour le secondaire et quelque 10 000 000 de francs pour le fondamental, chaque P.O. portant bien entendu la responsabilité de son engagement. Les deux présidents de P.O., Messieurs Othon Colon et Jean Lhoir, les deux directions Sœur Jeanne et Monsieur Roger Liber, arpentaient régulièrement ensemble le chantier avec la plus grande attention.

### Première phase en 1983-1985
Cette première phase concernait le bâtiment à front de chaussée de Bruxelles. Installation du chantier le 2 août 1983 par les Entreprises de construction Moury selon les plans établis par le bureau A.R.C., avec la mise en place particulièrement délicate de la grande grue dans la cour intérieure de l'école. Le chantier fut opérationnel dès la fin août et la sécurité des élèves est totalement assurée pour le 1er septembre. À partir de ce moment, vont se succéder toute une série de travaux à savoir dans le bâtiment central :
- Enlèvement du plancher du deuxième étage pour l'abaisser de 0,7 m.
- Enlèvement de l'escalier et creusement d'une cave.
- Consolidation de l'ensemble du bâtiment par poutrelles et renforcement de certain murs.
- Redistribution de chaque plateau pour obtenir 5 locaux par niveau.
- Construction d'une nouvelle cage d'escalier en béton.
- Matériaux en bois remplacés par du béton, là ou cela s'imposait pour assurer une meilleure sécurité.
- Pose de châssis avec vitres thermopanes
- Plafonnage
- Installation du chauffage central au gaz (deux chaudières en série) qui alimentera les ailes chaussée de Bruxelles et rue du Couvent.
- Installation électrique et sanitaire.
- Travaux de finition : peintures et revêtement de sols prévus pour fin décembre 1983.

Tous ces travaux ont été réalisés en 5 mois. De sorte que l'aménagement mobilier a pu s'effectuer la première semaine de janvier 1984. Mais, dès le 22 et 23 décembre, élèves et professeurs unissent leurs efforts pour déménager chaises et bancs vers les nouveaux locaux auxquels on accède facilement grâce à la construction d'une passerelle : que de détours et de fatigues évités.
Pendant les vacances de Noël, les ouvriers mettent la dernière main aux travaux de finition : électricité, revêtement de sol, peintures, mise au point du chauffage central.
Le vendredi 6 janvier, de nombreux professeurs aidés de quelques bonnes volontés, entreprennent d’aménager le secrétariat, le bureau de la direction, des classes et le studio des professeurs. Rude journée que celle-là, d'autant plus qu'elle avait été précédée de quelques autres tout aussi chargées et consacrées aux détails de finition (tentures, nettoyages...). Tout est était prêt pour la rentrée de janvier.
Le 9 janvier, dès 8h20, Monsieur Liber, fatigué mais heureux, accueillait les élèves dans leurs nouvelles classes. Cris d'admiration et remerciements réconfortèrent les membres fourbus.
La deuxième phase s'enclenche immédiatement. La démolition progresse jusqu'au pied d'argile de l'immense escalier de l'aile 2 : étançons non prévus mais indispensables, consolidation impressionnante,... Retard indépendant de la volonté des constructeurs mais le beau temps, heureusement, ne freine en aucune manière l'avancement des projets. Depuis le 12 mars, les fondations du nouveau bâtiment sortent de terre ; il reliera l'ancien couvent et l'aile 2 et comprendra entre autres un réfectoire, un grand hall et des salles de classe.
Le bâtiment 5, autrefois l'ancien réfectoire, se transforme selon les plans établis : poutres et cloisons sont dressées, l'escalier se dessine les châssis sont posés et déjà, nous entrevoyons les futurs laboratoires comme s'ils y étaient. Laboratoire de langues, de physique, de chimie et salle de dactylographie. Le nouveau bâtiment sera sous toit pour fin juin et l'aile des laboratoires sera opérationnelle pour la rentrée de septembre.
Tandis que le mois de septembre 1984, était consacré à l'organisation des cours, au choix des options et des activités complémentaires ainsi qu'à la bonne marche générale de l'Institut, les divers corps de métier veillaient quotidiennement à l'avancement des travaux. En deux mois, les deux derniers plateaux, un vaste réfectoire et trois classes au 1er étage ainsi que cinq classes au 2e étage, furent pratiquement terminés au point que le 1er étage, peint et meublé, fut envahi par les élèves au lendemain du congé de Toussaint. Depuis tant d'années, pour la première fois on pouvait se rassembler pour prendre ensemble le repas de midi.
Dès le lundi 5 novembre 1984, le 2e étage recevait son mobilier et se voyait occupé par la 2e travaux de bureau, la 1ère B et la 4e travaux de bureau auparavant logées de manière trop exiguë. Deux vastes locaux "de passage" sont réservés à des cours spécifiques que suivent un plus grand nombre d'élèves.
La finition est le souci désormais constant des entrepreneurs et des maîtres d'œuvre. De réception provisoire en réception définitive, l'attention doit être vigilante pour qu'aucun détail n'échappe à personne.
La cour intérieure de l'école a été repavée après le départ de la grande grue ; le basket a été reconstruit. Le mur qui isolait le préau du primaire a été abattu et remplacé par un muret bien accueillant les jours de soleil. Le mur d'enceinte est pratiquement reconstruit non sans avoir prévu l'aménagement d'un parking vélos-motos qui doit être terminé quelques semaines plus tard. Un plafonneur répare quelques défauts, un peintre badigeonne les châssis, l'électricien tire un dernier fil, le plombier adapte un évier tardivement fourni, le chauffagiste règle les vannes thermostatiques, le contremaître a l’œil à tout tandis que l'architecte Etienne Lhoir, toujours calme et imperturbable, inspecte et note. Tous les corps de métier se sont activés pendant 420 jours.

### Deuxième phase à partir de juin 1996
En 1996, il y a dorénavant 480 élèves en secondaire et les prévisions prévoient 500 élèves en 1997. La population scolaire a quasi doublé depuis 1982. Pareil pour les sections maternelle et primaire due à la progression de la population de jeunes parents récemment installés à Waterloo mais aussi à la qualité de l'approche pédagogique de l'école. Conséquence : il faut  entreprendre de nouveaux travaux d'agrandissement et faire confiance aux architectes Messieurs Goelhen et Demolin pour les plans et le suivi.
Le Conseil d'Administration prend la décision de construire une nouvelle aile dans le prolongement de l'aile 5, qui abrite les laboratoires, pour y intégrer huit classes et une salle de sports pour le secondaire et deux classes pour le fondamental. Le montant des travaux s'apparente de près à ceux de 1983. Le plateau supérieur n'a pu être terminé, faute de moyens. Mais des bénévoles, bricoleurs de talent, ont prêté main-forte pour les derniers aménagements.
L'aile 6 est donc inauguré en grande pompe par Monsieur Liber le 19 avril 1997. Après les discours d'usage, place aux festivités. Ce jour-là, les brochettes de bonbons, la roue de la fortune, les bières spéciales, les repas festifs, les buffets de délicatesses et animations diverses furent les vedettes de la fête.
Le lundi suivant, les élèves découvrent leur nouvelle salle de gymnastique et ils prennent possession, dans un premier temps, de quatre locaux flambant neufs. Très vite, la nécessité d'aménager le dernier étage de cette aile en classes de cours se fera sentir et quatre locaux seront encore créés. Ces travaux coïncidèrent avec la parution du décret "Missions" qui exigea la révision du projet pédagogique.

### Incidents
Le mercredi 20 juin 2012 vers 08h30, une fuite de gaz a été constatée derrière l’église Saint-Joseph dans le centre de Waterloo, dans la rue François Libert. Par précaution, la police a fait procéder à l'évacuation des bâtiments voisins, dont les enfants de la section "L’Envol" (maternelles et primaires), ont été temporairement évacués. Une partie des enfants a été accueillie dans la maison communale, d'autres élèves ont patienté au stade voisin du Pachy. Un périmètre de sécurité de quelques dizaines de mètres reste établi, le temps que les réparations utiles soient effectuées. Vers 10h15, les risques d'explosion étant circonscrits, les élèves et professeurs ont pu réintégrer l'établissement scolaire. Il n’y a pas eu de blessé,. À la suite de cet événement, le 4 octobre 2012, toutes les sections maternelles, primaires et secondaires de l’Institut étaient concernées par un exercice d’évacuation. En collaboration avec la commune, la police et les services d’incendie, les plus jeunes enfants ont été accueillis à la Maison communale, tandis que les adolescents étaient hébergés dans le Hall des Sports du Centre.
Le vendredi 27 octobre 2017 vers midi, les autorités communales de Waterloo ainsi que sa police ont été informées de la présence d'un colis suspect situé entre l’église Saint-Joseph et l’école des Sacrés-Coeurs. Les mesures de sécurité nécessaires ont été prises et un périmètre de sécurité de 100 mètres autour de cette mallette a été mis en place. L'équipe de déminage de Leuven s'est rendue immédiatement sur les lieux et a réussi à neutraliser le colis qui ne représentait finalement pas un danger potentiel. Coup de chance, l’école était en congé pédagogique, seuls les membres du corps enseignant ont dû être évacués.
Le jeudi 5 décembre 2019 vers 8h, les pompiers brabançons wallons ont été sollicités pour un incendie dans l'école. Un ordinateur allumé toute la nuit qui a surchauffé et qui a complètement réduit en cendre le local des professeurs du bâtiment des 3 premières secondaires. Les hommes du feu ont rapidement circonscrit l'incendie qui s'était éteint de lui-même. "Le feu a consumé tout ce qu'il y avait dans la pièce mais heureusement qu'il n'y avait pas une fenêtre ouverte par exemple sinon l'école sera complètement détruite." commente Florence Reuter, bourgmestre de Waterloo. Il n'y a pas eu de cours ce jour là. Personne n'a été blessé dans cette mésaventure,.

## Projets

### Projet pédagogique de l'établissement
Les actions définies comme prioritaires par et pour la communauté éducative s'inscrivent dans le cadre du "décret Missions" du 24 juillet 1997 et en cohérence avec l'inspiration du projet éducatif du réseau, "Missions de l'école chrétienne". Etant bien entendu que la réalisation de ce projet d'établissement est une œuvre collective qui nécessite la collaboration de tous les partenaires de l'établissement.
La spécificité de l'institut est d’être une école à caractère humain, proche de chacun des élèves.

### Opérations fédératrices
Opération "Thermos" qui permit, grâce au professeur de religion Madame Wellens et la collaboration de Monsieur Oldenhove, à de nombreux élèves d'être confrontés au drame des sans-abri. À cette époque, des litres de soupe et des kilos de pâtes furent distribués dans les couloirs de la gare centrale.
Une autre opération populaire en mai 2004 appelé "sacrée cure d'air pur aux Sacrés-Cœurs", les actuelles sous-Directrices, Mesdames Léger (Dacquin) et Houdé, alors encore toutes deux enseignantes, déambulant dans les couloirs de l'école, déguisées en cigarettes géantes et allant jusque dans les toilettes traquer les fumeurs et leur offrir des friandises en échange de leur paquet de clopes. Pour toucher les 600 élèves de 12 à 18 ans, les professeurs ont mis le paquet : cigarette géante affichant ses composants à l'entrée de l'école, projection du film "Requiem for a dream" sur les dépendances, promenade-cure d'air pur, information médicales avec la "Fondation belge contre le cancer", mais aussi une information judiciaire donnée par les policiers de terrain de Waterloo. Les élèves ont notamment pu voir de près une plante de cannabis et différentes substances illicites, apportées par l'inspecteur principal Alain Bouzkik. Ils ont aussi assisté au travail du maître chien Nathalie Laermans, accompagnée d'Attila, berger malinois, dressée pour patrouiller dans la cité du lion et pour rechercher les stupéfiants. Quant aux inspecteurs Thierry Harzé et Fabrice Vanderest, ils ont expliqué leur travail, le premier dans le secteur de la jeunesse, l'autre dans les stupéfiants. Cette semaine-là, les murs affichaient moult slogans (Si tu prends conscience de l’existence de tes poumons, c'est qu'ils sont déjà malades. Je fume, tu fumes... nous fûmes. Arrêter de fumer est ce qu'il y a de plus facile au monde et je sais de quoi je parle : je l'ai fais des centaines de fois...), tous les professeurs arboraient le T-Shirt bleu au logo de l'opération et chacun veilla à intégrer un sujet lié à la lutte anti-tabac dans ses cours,. C'est à cette époque que le gros cendrier orange a été placé à l'entrée de l'école permettant depuis lors sur la place Albert 1er de nombreux échanges informels entre collègues ou entre professeurs et élèves.
D'autres projets à grande échelle virent le jour : les petits déjeuners OXFAM, la semaine du bien-manger, les journées sportives, les semaines de la solidarité.

### Autres activités
Depuis quelques années, sous la houlette de Madame Debuck, l'école participe à un échange linguistique avec une école anversoise. Toute l'année, les élèves de l'option "Tourisme" communiquent par mail et facebook avec leur "penvriend" néerlandophone. Ils échangent toute une série d'informations concernant leurs écoles respectives et abordent divers aspects de leurs loisirs,... Au mois de mai de chaque année, le "virtuel" devient réalité avec des échanges réels et de vraies rencontres sont organisées : un jour à Wijnegem, le suivant à Waterloo.
Depuis quelques années, afin d'ancrer davantage les élèves dans la notion de service et d'accueil, les professeurs de 6P Auxiliaire Administratif(ve) et d'Accueil et 5/6 TQ Agent(e) en Accueil et Tourisme instaurent un protocole pour leurs étudiants. Depuis lors, les élèves de ces options sont très régulièrement sollicités pour encadrer des activités internes (ciné-club, réunions des parents, remise des bulletins) et externe à l'école (colloques médicaux, et pharmacologiques, vernissages d'expositions, Family Garden Day, Festival international du film historique de Waterloo,...). Ou qu'ils aillent, toujours en uniforme impeccable, ils impressionnent par leur professionnalisme et leur volonté de satisfaire leur employeur dont les retours sont toujours positifs.

### Activités d'orientations
Au 3e degré, depuis les années 2000, sous l'impulsion d'abord du centre PMS, puis de certains professeurs spécialement formés à la problématique de l'orientation, les élèves participent à diverses activités destinées à les aider à y voir plus clair : test d'orientation, visite du salon SIEP (Service d'Information sur les Études et les Professions), rencontre avec les acteurs du CIO (Centre d'Information et d'Orientation), mais surtout participation aux journées de découverte professionnelle et à "clefs pour mon avenir". En effet, chaque année, en novembre, les rhétoriciens participent à la journée "Découverte profession" dont le but est de les plonger dans la réalité de la vie active. Le concept est simple : chaque élève suit, dans son quotidien, un professionnel de son choix lequel lui fait découvrir les aspects positifs et négatifs du métier exercé. Grâce à cette expérience personnalisée, beaucoup d'élèves reviennent le plus souvent confortés dans leur choix d'études et/ou de métier. Pour les indécis, elle sert souvent à entamer une vraie réflexion sur leur avenir professionnel. Ils sont aussi aidés en cela par les rendus des autres élèves de leur classe. Ceux-ci ont lieu au cours de français et constituent également un exercice oral.
L'activité "clefs pour mon avenir", constitue le véritable point d'orgue d'une dernière année de réflexion. Au départ à Rhode-Saint-Genèse, ensuite depuis quelques années à Auderghem, que les élèves sont invités à se confronter au monde professionnel. Durant la matinée, ils ont l'occasion de rencontrer des représentants de différentes professions pour lesquelles ils avaient manifesté de l'intérêt au cours de l'année. Ils discutent donc à bâtons rompus avec, entre autres, des policiers, avocats, médecins, journalistes, chefs d'entreprise, interprètes, architectes, organisateurs d'événements, artistes, infirmières, institutrices, professionnels du tourisme mais également des étudiants et responsables d'écoles supérieures ou d'institutions proposant une expérience à l'étranger. Différents organismes, tels que infor-jeunes, le PMS, la Maison de la défense, les pompiers, ne manque jamais à l'appel non plus. L'après-midi, les rhétoriciens assistent, au choix, à un atelier lié à l'orientation, à la recherche d'emploi, à la méthode de travail, au statut d'indépendant,... Ils repartent, à chaque fois, la tête remplie de précieux renseignements à propos des formations melant études et stages en entreprise, mais également à propos des filières d'études supérieures et universitaires.

### Nouvelles technologies
Au fil des années, l'institut des Sacrés-Cœurs a parfaitement négocié son visage et son entrée dans le monde des nouvelles technologies. Cela a commencé en douceur par le passage du traditionnel bulletin "papier" au bulletin informatisé. Cela enlève sans doute au document un côté personnalisé, mais cela évite les falsifications, facilite le calcul des moyennes et le travail de remplissage, garantit plus d'impartialité et accompagne en les illustrant dans les réunions de délibérations. Ce bulletin « new look » est déjà complétement rentre dans nos habitudes et plus personne ne pourrait s'imaginer faire marche  arriere. Mais l'école n'en est pas restée là.
Depuis 2014, l'école est dotée de plusieurs TBI (tableaux blancs interactifs) et les professeurs sont sensibilisés à leur utilisation. Petit à petit, le petit tableau noir et les craies sont abandonnées pour l'interactivité la plus moderne. Dans la foulée, des tablettes ont été fournies aux élèves des classes de 3e et 5e section professionnelle.
Depuis 2014, l'institut utilise la plateforme "Smartschool" pour le journal de classe, les communications entre professeurs-parents, les notes...

## Options
L'option "Travaux de bureau" : l'option fait la renommée de l'Institut. Aujourd'hui la section s'appelle "Auxiliaire d'Administration et d'Accueil" ou simplement AAA. L'Institut crée l'option dans les années 1960, elle ne comptait que 4 années (cycle court). Après la 4e année, les élèves prenaient leur envol vers l'univers du travail. Les professeurs et les élèves réinventèrent les voyages scolaires. Mais pour financer les projets, il fallait des "rentrées". Ils se lancèrent vers le commerce intérieur (à l'intérieur de l'Institut). Le plagiat des voyages et activités par les autres options existantes au sein de l'Institut ne se fit pas attendre. Dans les années 70, le cycle court devient long (6 années). La formation fut complétée par la mise en place d'un système d'études en alternance, les élèves partageaient leurs semaines scolaires entre trois jours de cours théoriques et deux jours de stages dans les bureaux. Ces stages permirent aux étudiantes d'augmenter davantage leurs chances de trouver un emploi rapidement. Entre-temps, l'Institut avait introduit la mixité. D'abord timidement, mais ensuite de façon étonnante, la "gent" masculine vint étoffer les rangs. Dans les années 1980, une 7e année vint s'ajouter aux 6 années précédentes. La 7e année permet d'obtenir le CESS (Certificat d'Enseignement Secondaire Supérieure) afin de poursuivre des études supérieures.

Techniques de Qualification : Bureautique/Langues modernes ; Comptabilité et Gestion.
En 2006/2007, Monsieur Dekelver crée une nouvelle option : au 2e degré "Technique sociale et d'animation" débouchant au 3e degré sur une section de technique de qualification "Agent en éducation". Au terme de leurs études, les élèves de cette option travailleront dans le domaine de l'aide à la jeunesse, aux personnes handicapées et aux personnes âgées. Tout au long de leurs cursus, les futurs éducateurs rencontrent les acteurs clés avec lesquels ils collaboreront étroitement dans leur métier. Qu'il s'agisse de professionnels de l'éducation qui viennent partager avec eux leurs expériences de terrain ou de personnes ressources qui viennent leur parler de leurs parcours de vie. Un partenariat avec la Résidence "Le Parc de la Cense" situé à Waterloo, rythme l'année scolaire. 